# Ребенок Павло Вікторович
Павло́ Ві́кторович Ребено́к (нар. 23 липня 1985, Орджонікідзе, Дніпропетровська область, Українська РСР, СРСР) — колишній український футболіст, лівий півзахисник. Відомий виступами у складі таких українських футбольних клубів, як одеський «Чорноморець», полтавська «Ворскла» та «Металіст» з міста Харків. У складі цих команд він став срібним призером Першої ліги чемпіонату України та півфіналістом Кубку України.

## Життєпис

### Клубна кар'єра
Павло Вікторович Ребенок народився 23 липня 1985 року у місті Орджонікідзе, Дніпропетровської області. Розпочав кар'єру у дніпропетровському «Дніпрі», після чого перейшов до російського «Уралану», де грав у дублі під керівництвом Леоніда Слуцького.
Влітку 2004 року перейшов до полтавської «Ворскли-Нафтогаз». У складі нового клубу Ребенок дебютував 25 липня 2004 року у матчі проти харківського «Металіста», вийшовши за 15 хвилин до завершення гри. Однак «зелено-білі» того дня програли з рахунком 1:0. Павло відіграв у полтавській команді три сезони, граючи, здебільшого, у дублюючому складі. Всього футболіст провів 40 матчів за основний склад, забивши два голи та 52 матчі за дубль, забивши чотири м'ячі. На початку 2008 року футболіст перейшов до харківського «Металіста», проте закріпитися в основній команді не зміг. Ребенок провів лише два матчі за основний склад, двічі вийшовши на заміну, а майже увесь сезон провів у дублі.
З липня 2008 року на правах оренди перейшов до одеського «Чорноморця», а після завершення оренди одеський клуб повністю викупив права на футболіста. У складі «моряків» Ребенок у сезоні 2009–2010 років вилетів з Прем'єр-ліги, проте не покинув команду і вже наступного сезону допоміг «морякам» стати срібними призерами першої ліги і повернутись у вищий дивізіон.
У липні 2011 року Павло повернувся на правах вільного агента до «Ворскли». Де відразу потрапив до основного складу команди.
2 червня 2012 року разом із партнером по «Ворсклі», Андрієм Оберемком, Ребенок повернувся у Харків. У новій-старій команді Павло знову дебютував 14 липня 2012 року у матчі чемпіонату України проти маріупольського «Іллічівця». Ребенок вийшов на поле на 68 хвилині замість Володимира Лисенка і на п'ятій додатковій хвилині матчу забив гол. Проте, пробитись до основного складу харків'ян не зміг, зігравши до кінця року лише 7 матчів у чемпіонаті, тому на початку 2013 року на правах оренди знову повернувся у «Ворсклу». Де став лідером команди й навіть був кандидатом у національну збірну країни.

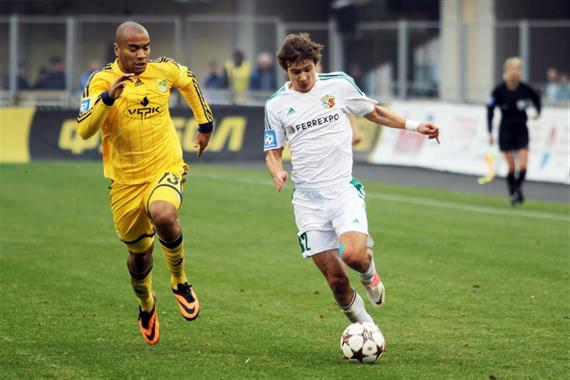
Павло Ребенок проти Родріго Моледо. 3 листопада 2013 року.

Під кінець року контракт на оренду Ребенка у Полтаві закінчився, а про його продовження «Ворскла» не змогла домовитися з харківським клубом. У той же час футболістом зацікавився одеський «Чорноморець», куди Павло й повернувся також на правах оренди. 9 січня 2014 року було підписано контракт, розрахований до 1 червня того ж року. Після підписання Ребенок обрав для себе свій, 82-й номер, під яким грав і у «Ворсклі». На той час одеська команда за півсезону посіла п'яте місце у чемпіонаті, причому відстаючи від другого місця лише на одно очко. Також клуб продовжував грати у кубку країни та в міжнародному турнірі, Лізі Європи 2013—2014 років. В останньому одесити, дебютуючи, вийшли з групового етапу, перегравши нідерландський ПСВ і у матчах плей-оф повинні були грати із французьким «Олімпіком» з Ліону. На той час команду головував Роман Григорчук. Повернувшись до клубу Павло, вирішив допомогти «морякам» й на міжнародній арені, тим паче, маючи вже досвід у цьому турнірі. По завершенню сезону 2013–2014 у Павла та одеського футбольного клубу закінчився договір про оренду й вони його не стали продовжувати.
Влітку 2014 року повернувся в «Металіст», де став основним гравцем, зігравши в першій половині сезону у 12 матчах чемпіонату, 2 іграх національного кубку та у 6 матчах Ліги Європи. Проте у лютому 2015 року разом з низкою інших гравців оголосив бойкот через невиплату заробітної плати, через що більше не провів жодного матчу за харків'ян до кінця сезону.
В липні 2015 року на правах вільного агента перейшов у білоруський клуб «Торпедо-БелАЗ».
У січні 2016 року повернувся до «Ворскли». З командою став бронзовим призером чемпіонату у сезоні 2017/18 та фіналістом Кубка України 2019/20. 

#### Статистика виступів

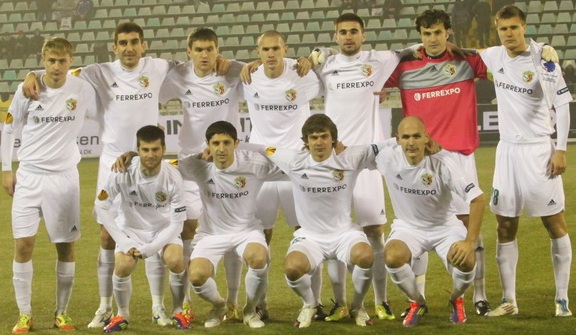
Павло Ребенок (нижній ряд, другий справа) у складі «Ворскли» перед матчем з «Копенгагеном»

| Клуб                                                                                                 | Ліга              | Сезон             | Чемпіонат | Чемпіонат | Кубок | Кубок | Єврокубки | Єврокубки | Інші змагання | Інші змагання | Інші змагання | Всього | Всього |
| Клуб                                                                                                 | Ліга              | Сезон             | Ігор      | Голів     | Ігор  | Голів | Ігор      | Голів     | Назва         | Ігор          | Голів         | Ігор   | Голів  |
| --- | ----------------- | ----------------- | --------- | --------- | ----- | ----- | --------- | --------- | ------------- | ------------- | ------------- | ------ | ------ |
| «Металіст» Х                                                                                         | ПЛ                | 14-15             | 0         | 0         | 0     | 0     | 0         | 0         | -             | -             | -             | 0      | 0      |
| «Металіст» Х                                                                                         | Всього            | Всього            | 0         | 0         | 0     | 0     | 0         | 0         |               | 0             | 0             | 0      | 0      |
| «Чорноморець» О                                                                                      | ПЛ                | 13-14             | 11        | 0         | 2     | 0     | 1         | 0         | -             | -             | -             | 14     | 0      |
| «Чорноморець» О                                                                                      | Всього            | Всього            | 11        | 0         | 2     | 0     | 1         | 0         |               | 0             | 0             | 14     | 0      |
| «Ворскла»                                                                                            | ПЛ                | 13-14             | 18        | 1         | 2     | 0     | -         | -         | -             | -             | -             | 20     | 1      |
| «Ворскла»                                                                                            | ПЛ                | 12-13             | 12        | 0         | 0     | 0     | -         | -         | -             | -             | -             | 12     | 0      |
| «Ворскла»                                                                                            | Всього            | Всього            | 30        | 1         | 2     | 0     | 0         | 0         |               | 0             | 0             | 32     | 1      |
| «Металіст» Х                                                                                         | ПЛ                | 12-13             | 7         | 1         | 2     | 0     | 2         | 0         | ПД            | 7             | 1             | 18     | 2      |
| «Металіст» Х                                                                                         | Всього            | Всього            | 7         | 1         | 2     | 0     | 2         | 0         |               | 7             | 1             | 18     | 2      |
| «Ворскла»                                                                                            | ПЛ                | 11-12             | 27        | 6         | 1     | 0     | 12        | 2         | МП            | 1             | 1             | 41     | 8      |
| «Ворскла»                                                                                            | Всього            | Всього            | 27        | 6         | 1     | 0     | 12        | 2         |               | 1             | 1             | 41     | 8      |
| «Чорноморець» О                                                                                      | 1Л                | 10-11             | 25        | 0         | 1     | 0     | -         | -         | -             | -             | -             | 26     | 0      |
| «Чорноморець» О                                                                                      | ПЛ                | 09-10             | 28        | 2         | 1     | 0     | -         | -         | -             | -             | -             | 29     | 2      |
| «Чорноморець» О                                                                                      | ПЛ                | 08-09             | 16        | 0         | 0     | 0     | -         | -         | ПД            | 1             | 0             | 17     | 0      |
| «Чорноморець» О                                                                                      | Всього            | Всього            | 69        | 2         | 2     | 0     | 0         | 0         |               | 1             | 0             | 72     | 2      |
| «Металіст» Х                                                                                         | ПЛ                | 07-08             | 2         | 0         | 0     | 0     | 0         | 0         | ПД            | 18            | 3             | 0      | 0      |
| «Металіст» Х                                                                                         | Всього            | Всього            | 2         | 0         | 0     | 0     | 0         | 0         |               | 18            | 3             | 20     | 3      |
| «Ворскла»                                                                                            | ПЛ                | 06-07             | 3         | 0         | 0     | 0     | -         | -         | ПД            | 23            | 2             | 26     | 2      |
| «Ворскла»                                                                                            | ПЛ                | 05-06             | 24        | 0         | 3     | 1     | -         | -         | ПД            | 8             | 1             | 35     | 2      |
| «Ворскла»                                                                                            | ПЛ                | 04-05             | 9         | 1         | 1     | 0     | -         | -         | ПД            | 18            | 1             | 28     | 2      |
| «Ворскла»                                                                                            | Всього            | Всього            | 36        | 1         | 4     | 1     | 0         | 0         |               | 52            | 4             | 92     | 6      |
| Всього за кар'єру                                                                                    | Всього за кар'єру | Всього за кар'єру | 182       | 11        | 13    | 1     | 15        | 2         |               | 79            | 9             | 289    | 23     |
| ВЛ — вища ліга; ПД — першість дублерів; ПЛ — Прем'єр-ліга; 1Л — перша ліга; МП — молодіжна першість. |                   |                   |           |           |       |       |           |           |               |               |               |        |        |
| Останнє оновлення 20 травня 2014.                                                                    |                   |                   |           |           |       |       |           |           |               |               |               |        |        |

## Титули та досягнення

### Україна
«Чорноморець» Одеса:
- Срібний призер першої ліги чемпіонату України: 2010–2011.
- Півфіналіст Кубка України (1): 2013–2014.

«Ворскла»:
- Бронзовий призер чемпіонату України: 2017/18
- Фіналіст Кубка України: 2019/20